# Rochelle Perts
Rochelle Perts (Helmond, 20 maart 1992) is een Nederlandse zangeres die in 2011 X Factor won.

## Biografie
Perts groeide op in Helmond. Ze zat op kamers in Eindhoven waar ze een MBO-opleiding via het ROC Eindhoven aan het Rock City Institute volgt.
In 2007 deed Perts auditie bij het vierde seizoen van Idols en viel af tijdens de theaterronde. In december 2010 deed ze auditie voor het vierde seizoen van X Factor. Ze kwam door de voorrondes heen en belandde uiteindelijk in de liveshows. Perts werd tijdens de liveshows gecoacht door Eric van Tijn en werd op 10 juni 2011 de winnares met 73% van de stemmen nadat ze samen met de popgroep Adlicious in de finale stond.. Ze won een platencontract bij Sony BMG en een Fiat 500 (hoewel ze nog geen rijbewijs had).
Na Perts' overwinning werd haar debuutsingle No Air (een cover van Jordin Sparks) uitgebracht alsmede het door haar, samen met Wouter Hardy, geschreven nummer Strong dat beiden ook in de finale ten gehore brachten. No Air behaalde goud. Op 18 juni debuteerde Rochelle Perts op de eerste plaats met No Air in de Nederlandse Single Top 100 en op de zesde plaats met Strong. Met The Partysquad en Jayh bracht ze later Body Language uit, de soundtrack van de gelijknamige film. 
Dit werd geen groot succes. 
In februari 2012 kwam de single What a Life uit, afkomstig van het debuutalbum dat op 30 maart uitkomt, deze bleef steken in de tipparade en stond een week in de Top 100, plaats 68. De tweede single werd Untouchable en kwam tot de achttiende positie in de tipparade. In april kwam haar debuutalbum uit, dat binnenkwam op de elfde positie. Dit was tevens de hoogste positie, waardoor de Top 10 dus net niet gehaald werd. Het album hield het zeven weken vol in de albumlijst.
In 2013 start Perts een samenwerking met de dj's Yellow Claw met het nummer 'Shotgun', wat uiteindelijk leidt tot een top 10-notering en een tweede hit voor Rochelle.

In 2022 was Rochelle te zien in het RTL-programma 'Better Than Ever' waarin oud-deelnemers van talentenjachten opnieuw hun opwachting maakten. 

## Discografie

### Albums
| Album met eventuele hitnotering(en) in de Nederlandse Album Top 100 | Datum van verschijnen | Datum van binnenkomst | Hoogste positie | Aantal weken | Opmerkingen |
| ------------------------------------------------------------------- | --------------------- | --------------------- | --------------- | ------------ | ----------- |
| You vs. me                                                          | 02-04-2012            | 07-04-2012            | 11              | 7            |             |

### Singles
| Single met eventuele hitnotering(en) in de Nederlandse Top 40 | Datum van verschijnen | Datum van binnenkomst | Hoogste positie | Aantal weken | Opmerkingen                                             |
| ------------------------------------------------------------- | --------------------- | --------------------- | --------------- | ------------ | ------------------------------------------------------- |
| No air                                                        | 18-06-2011            | 18-06-2011            | 2               | 5            | Nr. 1 in de Single Top 100                              |
| Strong                                                        | 13-06-2011            | -                     |                 |              | Nr. 6 in de Single Top 100                              |
| Body language (Ride)                                          | 15-08-2011            | -                     |                 |              | met The Partysquad & Jayh / Nr. 91 in de Single Top 100 |
| What a life                                                   | 01-02-2012            | 18-02-2012            | tip7            | -            | Nr. 68 in de Single Top 100                             |
| Untouchable                                                   | 2012                  | 05-05-2012            | tip18           | -            |                                                         |
| Shotgun                                                       | 2013                  | 16-11-2013            | 10              | 23           | met Yellow Claw / Nr. 9 in de Single Top 100            |
| Fools paradise                                                | 2015                  | 23-05-2015            | tip1            | -            | met Dirtcaps                                            |
| All Night Long                                                | 2016                  | 02-04-2016            | 24              | 12           | Nr. 37 in de Single Top 100 / Goud                      |
| Way up                                                        | 2016                  | 17-09-2016            | 36              | 3            | Nr. 73 in de Single Top 100                             |
| Don't let me go                                               | 2017                  | 21-01-2017            | tip17           | -            |                                                         |
| You got something                                             | 2017                  | 25-03-2017            | tip14           | -            |                                                         |
| Come to me                                                    | 2017                  | 01-09-2017            | tip17           | -            | met Sharon Doorson & Rollàn                             |

| Single met hitnotering(en) in de Vlaamse Ultratop 50 | Datum van verschijnen | Datum van binnenkomst | Hoogste positie | Aantal weken | Opmerkingen     |
| ---------------------------------------------------- | --------------------- | --------------------- | --------------- | ------------ | --------------- |
| Shotgun                                              | 2013                  | 07-12-2013            | 20              | 18           | met Yellow Claw |